# Кайдаш-Машківська Катерина Дмитрівна
Кайдаш-Машківська Катерина Дмитрівна (21.02.1913 – 17.02. 1992) – художниця, майстриня українського народного малярства. Член Національної спілки майстрів народного мистецтва України (1991).

## Біографія
Катерина Кайдаш-Машківська народилася  21 лютого 1913 року в м.Харків.  В буремні революційні роки родина Кайдашів переїхала в с. Стеблів. Катерина Дмитрівна походила з роду Кайдашів, які стали прообразами героїв повісті І.С.Нечуя-Левицького «Кайдашева сім’я». Здобула початкову освіту; працювала на Стеблівскій бавовняно-прядильній ткацькій фабриці, у місцевому колгоспі.

## Творчість
Здібності до малювання проявлялися в неї з юних літ.
 
Катерина Дмитрівна про своє захоплення: «Хотілось малювати від дитинства – водила волів, коли батько орав, і думала, як би намалювала оце гарне небо, дощ, став. Але роботи було так багато, що мусила допомагати батькам, і було не до малювання. А тоді настали колгоспи – верталася з поля й думала, як би намалювала ніч, дівчат, що співають... Потім сім’я, діти – і завжди важке життя».
  
Малювати почала вже після виходу на пенсію. Її картини відзначаються яскравим колоритом, народнопоетичним сприйняттям світу, оригінальністю стилю й композиції, географічною точністю. До творів Нечуя-Левицького «Кайдашева сім’я», «Микола Джеря», «Бурлачка», «Дві московки», «Старосвітські батюшки та матушки», «Баба Параска та баба Палажка» створювала ілюстрації аквареллю та гуашшю. Вишивала рушники, розписувала комин і стіни хати червоною глиною, зеленилом, синькою. З під її пензля вийшло понад 200 робіт. Малювала аквареллю, гуашшю і простим олівцем. На своїх полотнах майстриня відтворювала всі свої спогади і переживання: гуляння на весіллях, звичайний сільський день, небо, річки і ставки, простих сільських жителів у своєму побуті і героїв. У доробку художниці надзвичайно багато ілюстрацій до народних пісень.

```
Борис Олійник про творчість Катерини Дмитрівни: 
«Тут є гармонія і ритм неодмінні ознаки справжнього таланту, це мистецтво первозданне, суто народне, отже, вічне».
```

Роботи зберігаються в Державному музеї українського народного декоративного мистецтва (м.Київ), Черкаському обласному краєзнавчому музеї, Корсунь-Шевченківському державному історико-культурному заповіднику та ін.

Картини
- «Кайдашева сім’я» (1980);
- «Микола Джеря покидає рідне село» (1980);
- «Стеблів. Вигляд на Рось» (1982);
- «А за нею козаченько веде коня напувать» (1982);
- «Обкурюють молоду (Весільний звичай)» (1982),
- «Увечері на гулянці (Парубоцько-дівочі вечори)» (1982),
- «У Іванів день» (1986);
- «Світить місяць над водою» (1986);
- «У сусіда хата біла» (1990);
- «Ішов Гриць з вечорниць» (1990);
- «Щоб була сорочка біла» (1990);
- «В ніч на Івана Купала» (1990).

## Виставки
Її акварелі експонували на багатьох виставках творів народних умільців. Персональні виставки були організовані у Києві, Каневі, Корсуні-Шевченківському, Стеблеві. Роботи експонувалися на багатьох виставках в Україні, Росії, Канаді.

## Нагороди
- Диплом І ступеня і Почесна грамота на Першому Всесоюзному фестивалі самодіяльної художньої творчості (1977) за цикл ілюстрацій до "Кобзаря" Т.Г.Шевченка